# کول‌تپه کاشان
کول تپه کاشان مربوط به سده‌های میانی دوران‌های تاریخی پس از اسلام است و در شهرستان اهر، بخش مرکز ی، دهستان آذغان، روستای کاشان واقع شده و این اثر در تاریخ ۱۵ دی ۱۳۸۷ با شمارهٔ ثبت ۲۳۹۴۲ به‌عنوان یکی از آثار ملی ایران به ثبت رسیده است.